# Paraisolândia
Paraisolândia é um distrito do município brasileiro de Charqueada, que integra a Região Metropolitana de Piracicaba, no interior do estado de São Paulo. O distrito é formado pela vila de Paraisolândia (sede) e pelos bairros Recreio e Santa Luzia (áreas urbanas isoladas).

## História

### Origem

#### Paraisolândia
A fazenda Paraíso pertencia à família Souza Queiroz e em 1888 a Companhia Ytuana de Estradas de Ferro ali inaugurou uma estação ferroviária, onde ao seu redor surgiu um povoado que também recebeu o nome de Paraíso. A ferrovia foi desativada em 1966 e seus trilhos foram retirados em 1980..
Na sede do distrito funcionou durante décadas a antiga Usina São Francisco do Quilombo, desativada em 1973, onde atualmente uma fábrica de papéis ocupa seus velhos galpões.

#### Recreio
No mesmo ano de 1888, à poucos quilômetros de Paraíso, a Ytuana inaugurou uma outra estação, esta chamada Recreio, onde ao seu redor se desenvolveu o bairro de mesmo nome.

#### Santa Luzia
Próximo de Recreio foi fundado posteriormente outro bairro, chamado de Tabela do Recreio, que na década de 60 teve seu nome alterado para Santa Luzia.

### Formação administrativa
- O distrito foi criado pela Lei n° 5.285 de 18/02/1959, com sede no povoado de Paraíso e com território desmembrado do distrito sede de Charqueada[8][9].
- Houve também um pedido para criação do distrito de Recreio através de processo que deu entrada na Assembléia Legislativa do Estado de São Paulo no ano de 1958, mas como não atendia os requisitos necessários exigidos por lei para tal finalidade o processo foi arquivado e o bairro do Recreio acabou sendo integrado ao distrito de Paraisolândia[8].

## Geografia

### Demografia

#### População urbana (Paraisolândia)
| Crescimento população urbana | Crescimento população urbana | Crescimento população urbana | Crescimento população urbana |
| Censo                        | Pop.                         |                              | %±                           |
| ---------------------------- | ---------------------------- | ---------------------------- | ---------------------------- |
| 1960                         | 1 050                        |                              | —                            |
| 1970                         | 863                          |                              | −17,8%                       |
| 1980                         | 1 451                        |                              | 68,1%                        |
| 1991                         | 1 317                        |                              | −9,2%                        |
| 2000                         | 1 113                        |                              | −15,5%                       |
| 2010                         | 944                          |                              | −15,2%                       |
| Fonte: IBGE e Fundação SEADE |                              |                              |                              |

#### População urbana (Recreio)
| Crescimento população urbana | Crescimento população urbana | Crescimento população urbana | Crescimento população urbana |
| Censo                        | Pop.                         |                              | %±                           |
| ---------------------------- | ---------------------------- | ---------------------------- | ---------------------------- |
| 1991                         | 693                          |                              | —                            |
| 2000                         | 840                          |                              | 21,2%                        |
| 2010                         | 944                          |                              | 12,4%                        |
| Fonte: IBGE e Fundação SEADE |                              |                              |                              |

#### População urbana (Santa Luzia)
| Crescimento população urbana | Crescimento população urbana | Crescimento população urbana | Crescimento população urbana |
| Censo                        | Pop.                         |                              | %±                           |
| ---------------------------- | ---------------------------- | ---------------------------- | ---------------------------- |
| 1991                         | 672                          |                              | —                            |
| 2000                         | 1 090                        |                              | 62,2%                        |
| 2010                         | 1 324                        |                              | 21,5%                        |
| Fonte: IBGE e Fundação SEADE |                              |                              |                              |

Pelo Censo 2010 (IBGE) a população urbana total do distrito era de 3 375 habitantes.

#### População total
Pelo Censo 2010 (IBGE) a população total do distrito era de 4 086 habitantes.

### Área territorial
A área territorial do distrito é de 79,048 km².

### Rodovias
O principal acesso ao distrito é a Rodovia Hermínio Petrin (SP-308).

### Hidrografia
- Rio Corumbataí

## Serviços públicos

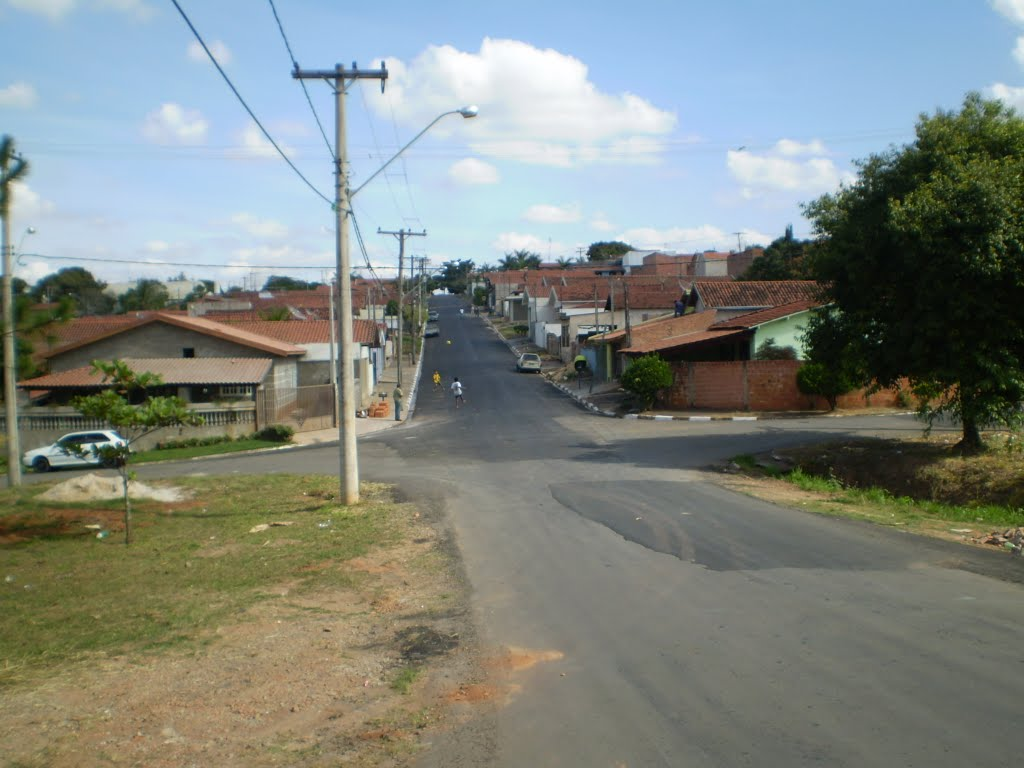
Aspecto local (Bairro Santa Luzia).

### Registro civil
Atualmente é feito na sede do município, pois o Cartório de Registro Civil das Pessoas Naturais do distrito foi extinto pela Resolução nº 1 de 29/12/1971 do Tribunal de Justiça do Estado de São Paulo, e seu acervo foi recolhido ao cartório do distrito sede.

### Educação
- EMEB “Braz Giuseppe Fedrigo” - Santa Luzia
- EMEB “Prof. Erotides de Campos” - Paraisolândia
- EE “Prof. Pedro Crem Filho” - Recreio[15]

### Saúde
- UBS Sagrado Coração de Jesus - Santa Luzia
- Posto de Saúde Alexandre Segredo - Recreio
- Posto de Saúde Paschoal de Jorge - Paraisolândia[16]

### Saneamento
O serviço de abastecimento de água é feito pela Companhia de Saneamento Básico do Estado de São Paulo (SABESP).

### Energia
A responsável pelo abastecimento de energia elétrica é a CPFL Paulista, distribuidora do Grupo CPFL Energia.

### Telecomunicações
O distrito era atendido pela Telecomunicações de São Paulo (TELESP) através da central telefônica de Charqueada. Em 1998 esta empresa foi vendida para a Telefônica, que em 2012 adotou a marca Vivo para suas operações.

## Atrações turísticas

### Cachoeiras

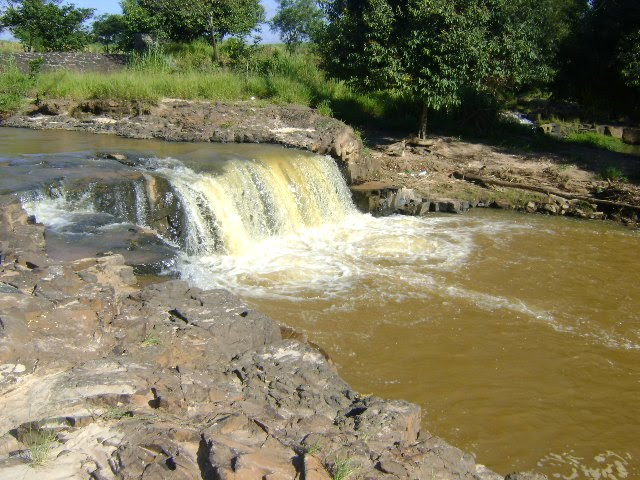
Cachoeira do Caidô.

- Cachoeira do Caidô, localizada no Ribeirão Fregadoli.

### Museu
- Campo Imperial (antigo Clube Casa de Pedra Estância): clube que tem como principal característica o turismo rural. No local encontram-se o Museu Nacional Zé do Prato, a centenária Casa de Pedra e o Museu da Agricultura. O local ainda oferece turismo ecológico, que envolve trilhas, paisagem cênica, gruta e cascata[22].

### Gastronomia
- Alambique Artesanal D'Abronzo (Engenho D'Abronzo): atrativo rural gastronômico com produtos artesanais (pingas, licores, dentre outros) fabricados na própria fazenda, onde tem-se o conhecimento desde a matéria-prima até o produto final[22].

## Religião

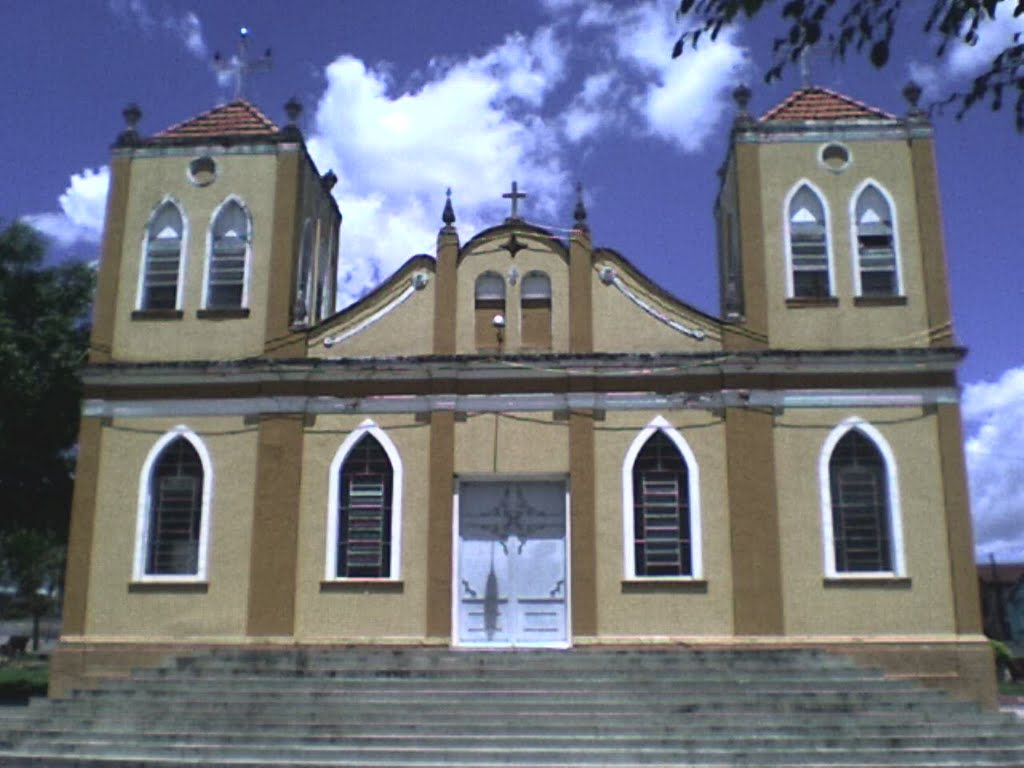
Igreja (Recreio).

O Cristianismo se faz presente no distrito da seguinte forma:

### Igreja Católica
- A igreja faz parte da Diocese de Piracicaba[24].

### Igrejas Evangélicas
- Congregação Cristã no Brasil[25].